# Ghen-Aamolen
De Ghen-Aamolen is een watermolen op de Abeek, die zich bevindt aan de Genattestraat 39 te Beek (B).
De molen fungeerde als korenmolen en was een banmolen van de Graaf van Loon. De molen werd voor het eerst vermeld in 1296 maar bestond al veel eerder, want een document uit 1078 maakt gewag van een verdeling waarbij de pachters ten zuiden van de Boneputterbeek hun graan op de Pollismolen moesten malen, de -zuidelijker gelegen- banmolen van het kapittel van de Sint-Bartolomeüskerk te Luik.
Niettemin dwong de Graaf ook de boeren uit het gebied van de Pollismolen regelmatig om hun graan op de Ghen-Aamolen te laten malen. Pas in 1316 werd het geschil opgelost.
In 1710 brandde de molen af, waarschijnlijk door brandstichting, maar ze werd herbouwd. In 1882 werd een stenen molenhuis opgericht dat in 1912 nog werd verbouwd.
Tegenwoordig is de molen nog steeds maalvaardig, maar ze is nog zelden in bedrijf. Ze heeft een metalen rad.
- Inventaris van het Bouwkundig Erfgoed (Vlaanderen): 70783